# 哈費利冰川
67°18′S 66°23′W / 67.300°S 66.383°W

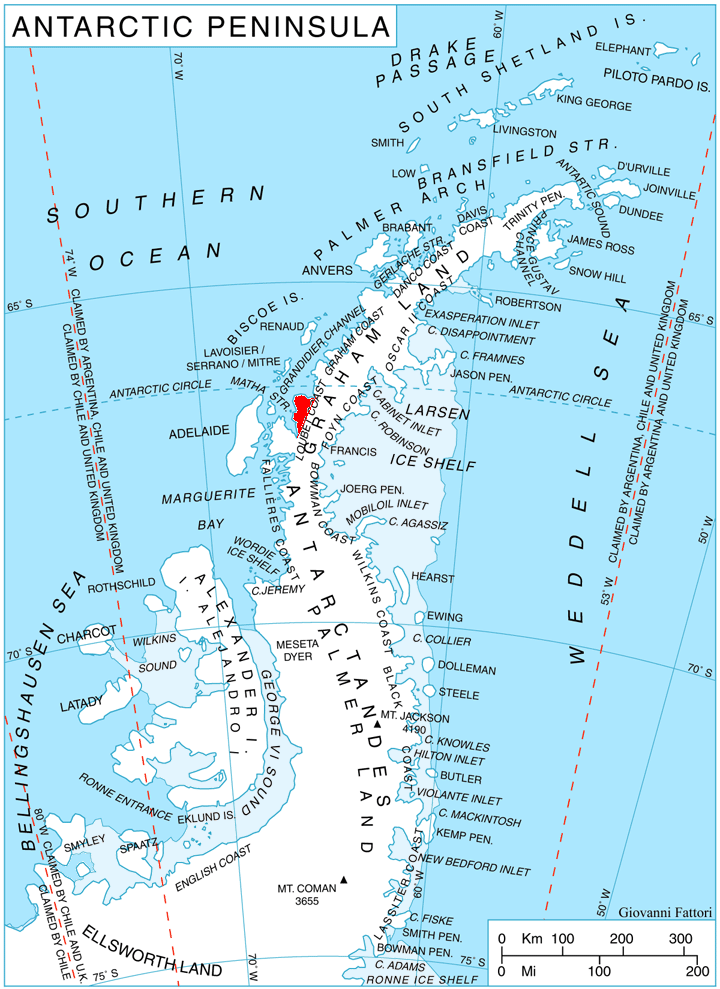

哈費利冰川是南極洲的冰川，位於葛拉漢地的佩爾尼克半島，長10公里、寬3公里，最終注入拉勒曼德港，該冰川以瑞士的冰川學家命名。

## 外部連結
- SCAR Composite Gazetteer of Antarctica（页面存档备份，存于）.